# Opera di prevenzione antitubercolare infantile
L'opera di prevenzione antitubercolare infantile (OPAI), fu primo preventorio antitubercolare infantile italiano.

## Storia
L’OPAI, opera di prevenzione antitubercolare infantile, ha le sue radici nella Milano di inizi ‘900, quando un gruppo di volontari, medici e non, animati da un grande ideale umanitario, in tempi di grandi difficoltà economiche e sociali, riuscirono a dare vita a un grande sogno assistenziale, strappando alla morte migliaia di bambini che correvano il rischio di contrarre la tubercolosi.

## La "casa dei bambini" di Olgiate Olona
Nel 1918, grazie alla generosa donazione dell’industriale milanese Piero Preda, l’OPAI poté acquistare la grandiosa Villa_Greppi-Gonzaga di Olgiate Olona che era stata casa di villeggiatura di molti nobili, tra cui le famiglie Greppi e Gonzaga.

## I Progressi
Grazie a generosi contributi e a numerose iniziative di raccolta fondi, si dette avvio alla costruzione di due nuovi padiglioni, intitolati a “Regina Elena” e “Edda Mussolini”, che furono inaugurati nel 1925 alla presenza del duce e del re Vittorio Emanuele III.